# Jerlev Herred

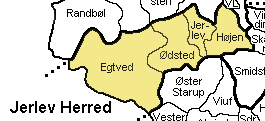
Jerlev Herred

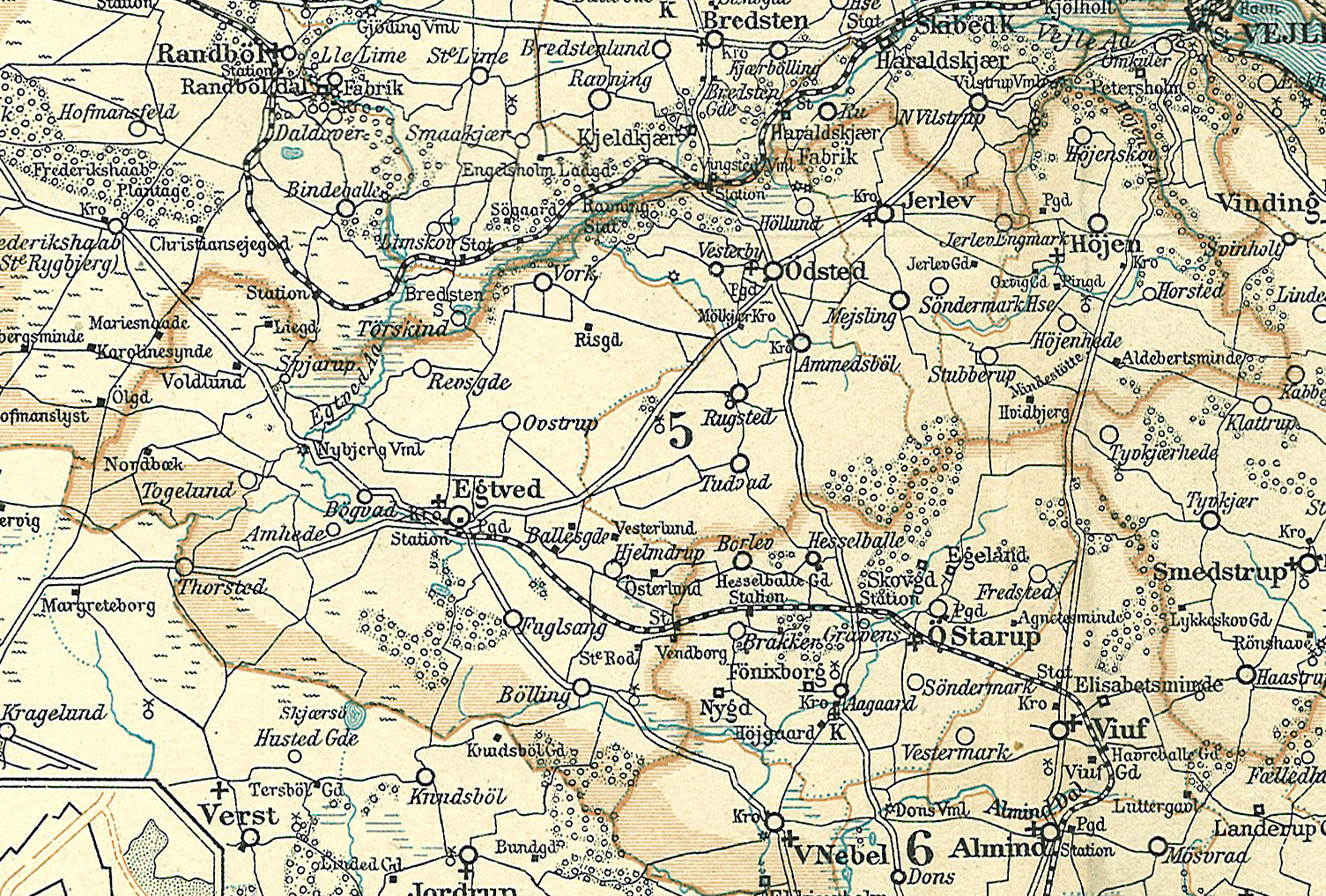
Jerlev Herred rond 1900

Jerlev Herred was een herred in het voormalige Vejle Amt in Denemarken. Jerlev wordt in Kong Valdemars Jordebog genoemd als Jarlæzstathæreth. Oorspronkelijk was de herred groter. Holmans Herred is in de veertiende eeuw afgesplitst van Jerlev. Bij de bestuurlijke reorganisatie in 1970 werd het gebied deel van de nieuwe provincie Vejle.

## Parochies
- Egtved
- Højen
- Jerlev
- Ødsted